# أنيت تشارلز
أنيت تشارلز (بالإنجليزية: Annette Charles)‏ (و. 1948 – 2011 م) هي ممثلة، وممثلة تلفزيونية، من الولايات المتحدة الأمريكية، ولدت في لوس أنجلوس، توفيت في لوس أنجلوس، عن عمر يناهز 63 عاماً بسبب سرطان.

## التعليم
تعلمت في جامعة نيويورك.

## وصلات خارجية
- أنيت تشارلز على موقع IMDb (الإنجليزية)
- أنيت تشارلز على موقع ألو سيني (الفرنسية)
- أنيت تشارلز على موقع تيرنر كلاسيك موفيز (الإنجليزية)
- أنيت تشارلز على موقع أول موفي (الإنجليزية)
- أنيت تشارلز على موقع قاعدة بيانات الأفلام السويدية (السويدية)
- أنيت تشارلز على موقع ديسكوغز (الإنجليزية)
- أنيت تشارلز على موقع قاعدة بيانات الفيلم (الإنجليزية)
- أنيت تشارلز على موقع كينوبويسك (الروسية)